# Carlsbad Caverns Trail
Pour les articles homonymes, voir Carlsbad.
Le Carlsbad Caverns Trail est un sentier de randonnée du comté d'Eddy, dans le sud du Nouveau-Mexique, aux États-Unis. Situé au sein du parc national des grottes de Carlsbad, ce sentier souterrain qui s'enfonce dans la Carlsbad Cavern en longeant d'abord le Bat Flight Amphitheater est classé National Recreation Trail depuis 1983.